# ビオランテ
ビオランテ (Biollante) は、日本の特撮映画『ゴジラvsビオランテ』（1989年）に登場する架空の怪獣。別名はバイオ怪獣。

## 特徴
モチーフはバラ（薔薇）であり、その細胞と人間の女性の細胞、そして強力な自己再生能力を持つゴジラ細胞（以下「G細胞」と表記）が融合したことで誕生する人造生物。
東宝映画初の巨大植物怪獣であるとともに、平成VSシリーズで初めてゴジラと対決した怪獣でもある。

## 名称
劇中では、遺伝子工学の権威である生物学者の白神源壱郎が、人間の心が宿っているため、北欧の神話において植物の精霊を意味する名前から命名したとされる。ただし、あくまでも「北欧の神話に出てくる」であり、実際の北欧神話にビオランテという名はない。
『ゴジラvsビオランテ』の原作者である小林晋一郎は、ビオランテの名前について、自著の中でポール・ヴェルレーヌの詩の一節「秋の日の ヴィオロンの ためいきの……」から「ヴィオロン」を取り、末尾に怪獣の名前に使われることのなかった「テ」を付けたと記しており、バイオテクノロジーを暗示するような名前になったのは偶然であったと述べている。「ビオランテ」という名称自体は、小林が漫画家を目指していた時代に執筆した作品『風に哭くビオランテ』で用いており、マッドサイエンティストが作り出した植物の合成生物という要素も同作品から転用している。別案として融合細胞を表すハイブリドーマという名称もあったが、小林は生命工学用語そのものとすることを避けた。
ミラマックスによる『ゴジラvsビオランテ』の英語吹替版をはじめとして、英語圏ではバイオランテと発音される。
各形態の名称は関連書籍やグッズなどでは「第1形態・第2形態」「花獣・植獣」「花獣タイプ・植獣タイプ」「花獣形態・植獣形態」「幼獣・成獣」「植獣タイプ・成獣タイプ」「花獣・獣樹」「薔薇バージョン・Gバージョン」「Aタイプ・Bタイプ」「花タイプ・完全体」「（後者のみ）最終形態」「（前者のみ）植物形態」「（前者のみ）芦ノ湖形態」「芦ノ湖&若狭バージョン」「ビオランテA&B」など表記が統一されていない。
バンダイから発売されたソフビ人形では、バイオビオランテという名称になっている。

## 劇中での活躍

### 誕生
愛娘の英理加をG細胞をめぐるバイオメジャーのテロ行為によって失った白神は、英理加の遺伝子だけでも生き永らえさせようと考え、英理加が生前に最も好んだバラの細胞に彼女の遺伝子を融合させて育成を試みるが、地震の発生などもあって実験は失敗し、バラ（英理加）は瀕死状態となってしまう。そこで白神は、自己再生能力の遺伝子を持ったG細胞をバラ（英理加）に注入させる遺伝子操作により、永遠の命を持つ植物を作り上げようと考える。
対ゴジラを名目とした抗核エネルギーバクテリア (ANEB) 製作の交換条件として、白神が事前調査用に貸与されたG細胞を無断で利用し、それに"英理加の細胞を融合させたバラの細胞"を組み込んだ結果、ビオランテは誕生する。しかし、ビオランテは白神の意図に反して英理加の意識を侵食し、G細胞の影響で凶暴なゴジラとしての性質を徐々に発現させて怪獣化していった。
当初はごく普通のバラであったが、次第にG細胞の驚異的な細胞分裂の影響が現れていく。その後、白神研究所に侵入してANEBの研究資料を盗み出そうとしていたアメリカの共同機構「バイオメジャー」のエージェント2人とサラジア共和国のエージェントによる銃撃戦の最中、彼らの1人を異常進化した蔦などで絞殺し、壁を突き破って失踪する。

### 花獣形態
失踪したビオランテが、芦ノ湖上に巨大なバラの花を咲かせた形態。多数のツルが絡み合ったような体で、体液の入った袋を中心に抱えている。巨大なバラの花が頂上部にあり、蕾の状態から開花した結果、歯のある口が中央に現れた。
蔦を触手のように操ることができ、その先端には牙の生えた動物のような歯のある口がついており、強酸性の樹液を吐きかける。また、根を束ねた壁をボディ前面に立てて防御態勢をとる。猛火や高熱には非常に弱く、ゴジラの放射熱線の直撃によって2回炎上している。なお、バラの花に確認されていた英理加の意識は蕾のころは人間の心を残していたものの、この形態では次第に凶暴化していき、消えていった。前面にバラの形質の方が表れているため、動物のような移動能力はなく、葉や花はわずかながら動かすことができるが、根を湖底に下ろしているため、その場から動けない。
同じ細胞を持つ存在を感知して現れたゴジラを相手に口のついた根を巻き付けて戦うものの、ゴジラに放射熱線で炎上させられて敗北し、一旦は黄金の胞子となって空に消滅する。周囲の霧は、ビオランテの急成長に伴って温度が上がったため、発生したと分析される。
- スーツアクターは竹神昌央[出典 20][注釈 10]。
- 生頼範義によって描かれた花獣形態の初期ポスターは、前年に開催された「花の万博」をイメージしていた[40]。
- 小林による初期案では、ビオランテの花粉によって人間が植物化し、増殖していくという設定であった[13]。

### 植獣形態
炎上して胞子となって宇宙へ飛んだ後、若狭湾に再び降り注いで地下で集結し、ゴジラの放射熱線のエネルギーによって細胞分裂が異常に刺激されて増殖した結果、前面に動物の要素が表れて獣性要素が強化した形態。口角に3対の牙とびっしりとした歯を生やし、動物的になった爬虫類状の巨大な頭部を持つ。目は瞳がなく白いものになっており、放射熱線で撃ち抜かれてもダメージを大して感じない生命力を持つ。口のある触手が四方に足のように生えており、先端はゴジラの手を貫くほど鋭い。放射性物質を蓄えた発光する核を腹部に抱えており、背中には葉がゴジラの背びれのように並んで生えている。
「進化」と白神は表現しているが、スペック上のことのみで、人間の意識は花獣同様に働いておらず、ゴジラを飲み込んで同化しようという生存本能のみに支配されており、多数の根を使って移動できるため、花獣形態のように水のある場所にいる必要はない。
若狭湾付近に配備された実験機器「マイクロウェーブ6000サンダーコントロールシステム」でもゴジラを阻止できず、原子力発電所破壊の危機が迫る中、上空から地下に降り注いだ花獣の光り輝く胞子が集結・増殖して無数の根が地を割って出現し、ゴジラとの再戦に臨む。
花獣形態時よりも戦闘能力が格段に向上しており、水辺にいなくとも地表での活動が可能となったうえ、移動できるようになっている。ゴジラ以上の巨体とそれを支える口のついた触手状の根をドリル状に捻ってゴジラの手を突き破る攻撃のほか、口から吐く黄色い強酸性の樹液や巨大な口腔での噛み付きにより、ゴジラを追い詰める。その際に口内へ放射熱線を放たれ、後頭部まで貫通されるダメージを負うものの、まもなくゴジラには自衛隊によって打ち込まれていたANEBの効果が現れ、昏倒する。そして、ビオランテは失っていた人間の意識を取り戻し、最後は自らの意思で光の胞子となって宇宙に消えた。
- スーツアクターは柴崎滋、木村義隆[出典 28][注釈 14]。昇天する場面では、造形助手の山部拓也も入っていた[65][注釈 15]。
- 『ゴジラvsスペースゴジラ』（1994年）では、劇中でスペースゴジラが誕生した可能性のひとつとして、本作品で宇宙に消えたビオランテの細胞が権藤千夏による推論で挙げられている。映像は『ゴジラvsビオランテ』からの流用。
- ビオランテがゴジラの前に現れた理由について、川北紘一はDVDのオーディオコメンタリーで「ゴジラと同化しようとしていた」と語っている。当初の構想では、ゴジラの手を貫いたビオランテの蔓がゴジラと同化しようとする描写も存在した[66]。

## 制作

### 創作経緯
原作者の小林晋一郎は、『ゴジラ』（1984年版）を観て、ゴジラ単独でのストーリーに限界を感じたことから対決ものとすることを考え、新怪獣として従来のゴジラでは対戦相手として手つかずであった植物怪獣を選んだ。動物と植物をかけ合わせた怪獣という設定は、小林が原案を手掛けた『帰ってきたウルトラマン』第34話「許されざるいのち」に登場するレオゴンと共通している。
『ゴジラ』（1984年版）の公開直後に原案が公募され、小林のものが採用された。
小林は、女性客層を意識した要素の一つとして花を取り入れたほか、ビオランテを雌雄同体・単性生殖の生物と想定し、ゴジラとの戦いで乱れ飛んだ花粉から新たな個体がいずれ復活すると考えており、自身の怪獣映画復活への想いを込めていたと述べている。また、強大さを前面に出すのは既にキングギドラやメカゴジラなどがいて限界であると考え、逆転の発想として神秘的な美しさ故の怖さを目指したとも語っている。科学者が娘の遺伝子を用いるという設定は、小林が自身の娘に対する想いを反映させたものでもある。
応募作品の時点では、植物と人間の遺伝子を合成したという設定で、ゴジラ細胞を合わせるという設定は採用後にプロデューサーの田中友幸が提案したものである。また、応募作品ではビオランテの開発過程で誕生した哺乳類と魚類の合成怪獣デューテリオスも登場していたが、予算の都合から怪獣を1匹にすることが田中から要請され、代わりにスーパーX2が登場することとなった。小林は、ビオランテが動かない怪獣であることから活劇の要素としてデューテリオスを創作したと述べている。
一方、小林は「花がゴジラと戦う」というイメージが多くの理解を得るのに時間がかかったと述懐している。特技監督の川北紘一は、バイオテクノロジーから生まれたという新要素であったがゆえ、小林や田中らとの間にビオランテ像のギャップがあったと述懐している。また、川北は特殊技術としては好みであったが、ストーリーとしては理解しづらく暗い内容になってしまうことから、好みではなかったと述べている。
小林による原案では、ビオランテの基となった女性は不知火エリカというピアニストで、ビオランテの蔦がピアノを這って「英雄ポロネーズ」を弾くというシーンも存在した。また、開花した際には接近する村人へ毒ガスを吹きかけたり、ゴジラとの初戦では放射能火炎を受けて松かさ状の保護形態に変形したりするなどの能力が描写されていた。

### デザイン
長い準備期間の中で、かなり前からデザイン作業も進められていたが、形態を成長して変化させる植獣形態については、川北の納得できるものがなかなか出ず、花獣形態が先行して造形された。
『ミラーマン』などの怪獣デザインで知られる米谷佳晃が、『ゴジラvsビオランテ』の企画段階から参加していた。この時点では叩き台となるべきデザイン画がまだ存在せず、米谷が花獣形態や植獣形態も含めたさまざまな検討用デザインを描き、大森一樹などの本編班へ提供していた。花獣形態は米谷が『緊急指令10-4・10-10』の第1話用に手がけたダーリングウツボを基にしており、植獣形態は米谷が『帰ってきたウルトラマン』第34話用に手がけたレオゴンを基にしたスーツアクターを2名ほど要する四つ足怪獣として描かれている。ただし、米谷は以前よりゴジラシリーズと関わりがあり、本作品の原作が『帰ってきたウルトラマン』第34話と同じ小林だとは知らなかったという。米谷は、本作品の制作が正式に決定して決定稿の台本を受け取った時点で自身の役割は終わったものと認識し、デザイン画の返却を求めて身を引いたが、実際にはこの時点でもデザインは決定しておらず米谷の名もクレジットされていない。
デザインには小林晋一郎も関わっており、花の中央に女性の顔があるものや、蝶のような毒々しい花弁のものなどが描かれている。小林は、エミール・ガレなどのアール・ヌーヴォー作家によるガラス工芸や、辻村ジュサブローや四谷シモンなどが手掛ける人形などをイメージしたと述べている。また、小林はイメージの参考用として、ペーパークラフトでゴジラとビオランテの対決シーンも制作していた。
特撮班の川北も、本編班とは別のルートで多くの人々にビオランテのデザイン画を発注しており、企画段階では『大鉄人17』などの特撮美術で知られる松原裕志や、イラストレーターの横山宏、マーブリング・ファインアーツ、アップ・アート、スタジオぬえが参加している。企画段階で描かれた松原や横山などの検討用デザインを参考に、『ガンヘッド』でエアロボットのデザインを手がけたスタジオOXが参加するが、ビオランテのデザイン画は決定に至らないまま本作品の撮影が始まる事態になった。川北は『ガンヘッド』の撮影中に面識があった西川伸司を抜擢し、東宝上層部からの注文にも沿ったビオランテを描かせ、特撮美術の大澤哲三が造形用の決定デザインに仕上げた。
西川の証言によれば、コンセプトのひとつとして「動物のパーツを植物的に構成する」ことに重点を置いたという。西川は、まず動物と植物の違いを左右線対称か点対称かであると分析し、手足に見立てた蔓を放射状に生やすなどしている。川北からは、植物モチーフにありがちな華奢なデザインではなく、ゴジラに見劣りしない重量感を求められたといい、西川は最初の打ち合わせで川北から提示されたラフレシアやメタセコイア、木の切り株などのキーワードを元にその場でそれぞれのラフスケッチを描き、後日にこれらをまとめたイメージでデザインした。また、多数の頭部で「バイオテクノロジーによる異形」をイメージを表現したものや、川北から「動かなくていい」と言われたことで、動かないタイプのものも描かれた。さらに、これまでの検討デザインでは花びらがついた時点で似たような印象になってしまっていたことから、川北から「花びらはビオランテにいらない」と言われたため、花びらをつけないこととなり、西川は怪獣全体を一つの花と解釈している。胴体にはウツボカズラ、触手にはハエトリソウの要素を取り入れている。それらのほか、川北の提案で口が枯れた木の先端になっているものも描かれている。葉の裏の葉脈沿いに生えているトゲを歯に置き換えたというイメージで、口の中には無数の牙が生えており、通常の動物ではありえない構造のキメラ感を出している。大きく無数の牙が生えた口は、『リトル・ショップ・オブ・ホラーズ』のオードリーが参考となっている。
最終形態は、時間がなかったため、3日で描き上げられた。四方に口が伸びており、当初は海上に出現すると想定されていたため、根が本体の下に伸びている。ニワトリをモチーフにした顔や、目が開いた口の中にあるもの、ゴジラ型の顔をストレートに付けて左右に2つ顔を付けたものも描かれた。口を開くと目が左右に現れるものも描かれたが、四方に広がる口は修正し、その名残りとして左右についた牙が広がるものも描かれた。
従来の特撮怪獣よりもハリウッド映画などのSFモンスターを彷彿とさせる姿となっていることが、一般客層への作品の浸透にも貢献したとされる。
粘土原型は1999年時点で東宝特美倉庫に保管されていることが確認されている。

### 造形
造形はビルドアップが担当。造形チーフは品田冬樹。当時同社に所属していた岡部淳也によれば、東宝映像美術の特殊美術課では手が回らなくなったため、特殊美術の大澤哲三から依頼を受けたといい、過去に岡部が参加していた『帝都物語』（1988年）での造形が評価されてのものであった。元々タイトな予算であったというが、予定外の蔦などが加わり、追加予算も出たものの材料費だけでも高値であったため、模型会社の海洋堂へビオランテのソフビキットの制作を持ちかけ、ビルドアップがその原型を手掛けることで帳尻を合わせた。
花獣形態はビルドアップの工房で制作したパーツが東宝の倉庫で組み立てられ、植獣形態は頭部原型をビルドアップで作り、胴体は東宝で造型作業が行われた。東宝内での作業はデザインの遅れに伴うもので、品田によれば決定デザインが届いたのはクランクアップの28日前であったという。
花獣形態
花獣形態の花部分は、蕾の状態と差し替え式であった。花の内部の牙は造形助手の岡野正広が提案したもので、牙のある蔦をはめ込んでいる。
品田は、花獣形態は発注どおりにパーツを制作したが、現場で蔦の位置を変えたり、発注より長い触手を要求されたりするなどの変更を指示され、苦労したという。胴体部分は、当初はラテックスで造型して風船で膨らませるという想定であったが、特技監督の川北紘一から「光らせたい」との要望があり、発光ギミックを内蔵したFRP製のものが作り直された。元のラテックス製のものは胴体が破れるシーンで用いられた。スーツは耐久性に難があり、水から上げるとFRPやアルミ製のパーツが折れるなどしていた。後に品田は、川北から「あのバラには絶望した」と告げられたという。
塗装は、当初ラテックスの上に直接行っていたが、弾着でボロボロになるためラテックスを塗料に混ぜるかたちに改められた。
花獣形態の着ぐるみは、ゴジラの放射熱線によって倒されるシーンの撮影で実際に燃やされた。その後、蕾部分が作り直された。蕾部分は鯨井実が造形を担当したが、きれいに作られすぎていたため、品田側で表面をブラッシュアップして不気味さを加えた。

植獣形態
植獣形態の造形物は3メートルにおよび、操演にはキングギドラを上回る32本のピアノ線が使用されているほか、スタッフも20人あまりが動員されており、大変だったと川北は語っている。
頭部はラテックス製で、原型から型抜きされており、FRP製の頭蓋骨を芯としている。頭部原型は島崎恭一が担当した。造型ではデザイン画よりもボリュームが増している。品田は、デザイン画通りでは顎が細いと考え、迫力を出すために顎の内側にウレタンを入れて太くしている。頭部だけで20キログラム以上あったとされる。
目は、品田の提案によりホルマリン漬け標本のような白濁としたものとなっており、目標を失った科学の恐怖を表現している。眼球の描き込みは品田と島崎恭一が担当したが、川北のチェックにより7回描き直された。
内部には「お立ち台」と呼ばれる鉄製の枠が設置されており、背面は2本ジッパーとなっていたため、出入りは楽であったという。
胴体の発光は、内蔵したアイランプの周囲をアルミホイルで覆っている。
植獣形態の体表のディテールもデザイン画にはなく、海外クリーチャー風のテクスチャーを得意とするスタッフが造型段階で加えたものである。また、背中側はデザインされていなかったため、品田はゴジラの要素として背びれを加えている。背びれのディテールは、花獣形態と同じ型から作った葉をバラバラにして貼り付けている。
牙は、安全性から軟質ポリエステル樹脂で作られた。出来立ての状態では細かったため、品田がパテを盛って太くしている。口元の皮膚には避妊具を用いている。
造形したばかりの状態では、血管をイメージした葉脈などに細かな塗装が施されていたが、撮影では汚れるためにスプレーで塗り潰されている。

蔦
植獣形態の蔦は、デザイン画では先端がハエトリソウのような形状であったが、造形物は完成済みの花獣形態のものがそのまま用いられた。島崎による原型では顔がついたものもあったが、造形に手間がかかることや観客の視線を誘導しづらくなることなどから、不採用となった。
口部はFRP製。蔦部分は、洗濯ホースを芯にして硬質ウレタンを巻き付けている。根元部分はセットやプールで固定するために樹脂製の棒が取り付けられている。そのうち2本はラジコン操作による可動式であったが、連日の撮影に耐えきれずモーターが焼き切れ、スイッチを入れた瞬間のみ通電する状態となった。
また、触手の操演で不具合が生じることから、手繰りギニョールが制作された。「操演がなければ撮影が楽になる」との大澤からの要望により、グリップでの操作が可能となっていたが、動きがうまくいかず結局は操演で用いられていた。このギニョールは、川北が見学の子供たちを驚かせるのにも用いていたという。
本編撮影では、実物大の蔓の造形物が用いられた。塩化ビニール製の蛇腹ダクトを芯にしており、内部にはワイヤー操演用のフックが取り付けられている。

その後の保管状況
撮影後、植獣形態の造形物はブルーシートに包まれて特殊美術課の横に置かれていたところ、中で野良猫が子供を産んでいた。後年、1990年夏には三井グリーンランドにて開催された展示イベント「ゴジラVSビオランテ 特撮の世界」で展示された。
2023年時点で、触手の先の口は保存されていることが確認されている。デザイン検討用に制作された複数の雛型モデルも、川北が個人的に保管していた。

### 撮影・演出
特技監督の川北紘一は、植物怪獣は難しく、どうやったら作品がうまくいくかを一番気にしていたといい、クランクイン後も試行錯誤を継続していたと述べている。後年のインタビューでは、最終形態が決まらなかったことから得体の知れない謎の怪獣として他の怪獣とは取り組み方を変えたが、観客には明白なキャラクターとして認知されなかったことが問題であったと述懐している。決定デザインの遅れや花獣形態が不評だったことなどもあり、撮影現場ではビオランテとは別の新怪獣が登場するという噂も流れていた。
花獣形態が芦ノ湖にて霧に包まれて佇んでいるという描写は、単なる巨大なバラではキャラクターが弱いため、逆光によってシルエットを見せることでファンタジックさを演出するとともに、湖面への照明機材の映り込みを避ける意図もあった。照明の斉藤薫は、夕陽が出ていないのに常に逆行になっているという非現実的な描写だが、本作品ではビジュアルを重視して印象的な画にした方が良いという考えであったと述べている。セット自体も、アオリ気味で撮影するためにあえて狭く作られた。
本編班による芦ノ湖の実景でのシーンと特撮セットでのビオランテとの合成については、70mmフィルムを用いて撮影している。これは、海外のマットアート映像を見て「日本でもこういうものをできないか」と持ちかけられた川北から相談を受けた東京現像所のアイデアにより、実現したものである。東京現像所の小川利弘は、現在の視点では合成の不自然さが目立つが当時としてはうまくいっていたと、後年のインタビューで述懐している。
植獣形態が山を割って出現するシーンは、スーツから外した頭部を小クレーンに取り付けて撮影している。上部にはヒムロ杉が乗せられた。出現前に降り注ぐ光の粒子は、黒バックの前にてステージの天井からスタッフ数人でエアロゲルを降らせた映像をオプチカル合成している。出現シーンはオープンセットでも撮影され、こちらではフォークリフトが用いられた。
蔦は操演で表現されたが、多数のスタッフが動員され、動かすだけでも一苦労であったという。地割れから蔦が出現するシーンでは、セットにピアノ線が引っかかって切れるなど、NGが連発した。地面の下を蔦が伸びるシーンは、筒状にカットしたブルーシートの中に先端を尖らせた丸太を通し、その上に土を敷き詰めて丸太を引き抜くことで表現している。
ゴジラに蔦が絡みついていく描写は、絡みついた状態から蔦を引き戻す様子を撮影し、それをフィルムへ逆順に焼きつけていくという古典的な方式で行われた。操演助手の白石雅彦によれば、蔦を強く引かなければ迫力のある映像にならなかったが、思いっきり引っ張ったために蔦が照明の電源ボックスに入ってしまい、感電したこともあったという。
ゴジラに吠えるシーンでは、頭部が重くてスーツアクターが持ち上げられず操演で吊るよう要望したが、白石が中に入って手本を見せ、スーツアクターを奮起させた。
表面のぬめりには、保冷剤の中身を用いている。アダルトグッズのローションを用いることも検討されたが、高価であるために不採用となった。口から吐く樹液には、塗料のネオカラーとローションを調合したものを用いている。
ゴジラとの戦闘では、怪獣に血を流させないという円谷英二の方針に則りつつ、痛みの表現として樹液を噴出させている。
脚本決定稿では、光になって消滅するビオランテが一瞬女性のような微笑みを見せるという描写があったが、説明が難しいことから英理加（沢口靖子）の顔を光の粒子の中に浮かべる描写とした。大森によれば、これは田中友幸の発案であり川北もうまくやると述べていたものの、実際には顔が貼ってあるだけで大森は不満に思ったが、田中は満足していたためにそのままとなった。大森は、当時は失笑ものであったが今見るとおかしくはなかったと、後年のインタビューで述懐している。
『ゴジラvsビオランテ』のエンドロールには、ビオランテが宇宙空間から地球を見守るような演出がある（劇中でも、三枝未希がその様子を絵に描いている）。

#### 植獣形態の移動
植獣形態での移動シーンは当初の予定になく、撮影も最後近くになって川北が思いついたアイデアであった。川北は、動かないものが突如動くというビジュアル的なショックを観客に与えたかったと述べている。
移動に使用したレールは、『ガンヘッド』の撮影で特注したものであった。レールの上にはベニヤ板を置くことで、埃がうまく舞い上がるようにしていた。操演には、スタジオ天井部分のレールに車輪を取り付けた角材を下げ、そこへ木製の作業台と枠を取り付けた装置が用いられた。操演のために3-40人を要したため、スタッフのみならず見学の関係者らまで動員された。
動かないままでは迫力が足りないということで動くシーンが急遽撮影されたが、DVDに収録された撮影風景ではスタッフたちの「すげー」という笑い声が聞こえる。白石は、このカットがうまくいき操演の松本光司も非常に嬉しそうであったと証言している。このシーンは、本作品最大の見せ場であるとともに、制作エピソードとしても話題に挙げられることが多い。操演とレール移動を併用するノウハウは、映画『ヤマトタケル』でのヤマタノオロチの撮影に活かされた。
急遽追加された描写であったため、公開当時の資料によっては「ビオランテの弱点は、地上を動けないこと」と記述しているなど、劇中と矛盾する記述になってしまったものもある。1992年に放映された幼児向けミニ番組『冒険！ゴジランド』（テレビ東京）では、ゴジラ博士が「ビオランテは動けないのが弱点」と発言したため、移動シーンが流れた際には出演者から「動いているじゃないですか」と指摘され、返答に困る場面があった。

#### 未使用シーン
芦ノ湖のシーンでは、東宝スタジオの大プールにて蔦が桟橋を破壊する描写が本編班によって撮影されていたが、カットされた。大森によれば、本来は特撮班で撮影する予定であったが、撮影が進まなかったことから本編側で担当したものであった。また、蔦がボートを襲うシーンも特撮班によって撮影されていたが、本編班側でシーン自体が不採用となったため、欠番となった。大森は、桟橋のシーンと重複することからボートのシーンをカットしたと述べている。
花獣形態の上空をヘリコプターが旋回するシーンも撮影されていたが、ヘリのミニチュアの電飾が不調であったことから不採用となり、ビオランテ単独のシーンに改められた。
ゴジラと蔦がモデルアニメーションで戦うシーンも撮影されたが、不採用となった。
植獣形態では、蔦に仕込んだフラッシュ球で腹部が閃光を発しているように見せていたが、使用場面は予告のみで使われた。
当初はビオランテの最期をアニメーションで描写し、ゴジラを飲み込んだあと、空へ消えていく予定だった。しかし、アニメと実写が親和せず、カットされた。大森は「ラッシュでそのアニメを観たスタッフのほぼ全員が唖然としていた」と語っている。作画を担当したアニメーターの毛利和昭は、自身も怪獣映画のファンであったことからこのシーンには違和感を感じていたといい、試写でカットされたことを聞いた際はガッカリするよりもホッとした気持ちの方が大きかったという。このアニメーションは、DVDに映像特典として収録されている。

## 評価
制作中からキャラクター性の弱さが指摘されており、川北は平成ゴジラシリーズで最も苦労した怪獣に挙げている。川北は、ギリギリまで撮影が終わらなかったため宣伝に使えずビオランテの存在が認知されなかったと述べており、子供がビオランテを描くことは難しかったこともキャラクター性の弱さの一員に挙げている。このことは、作品の興行成績が伸び悩んだ一因ともされ、次作以降にキングギドラなど過去の人気怪獣が再登場するきっかけとなった。プロデューサーの富山省吾は、人間ドラマを怪獣キャラクターに強く持ち込むことは馴染まなかったと評している。
一方、平成ゴジラシリーズの登場怪獣・登場メカを対象としたねとらぼによるアンケートでは人気が高く、2021年・2022年・2023年と3年連続で第1位を獲得している。

## その他の作品
- 有馬治郎による小説版では、植獣形態が四肢と尾がある動物的な容姿と描写されており、口から熱線を吐く場面も存在する[138][134]。また、若狭に出現する際は三枝未希が力を貸して実体化するという展開であった[139]。
- 漫画『怪獣王ゴジラ』では、悪の科学者であるマッド鬼山が新たに生み出した「ネオ・ビオランテ」として植獣形態で登場[140]。
- 映画『ゴジラ FINAL WARS』では、バンクーバーにて子供がビオランテのソフビ人形で遊んでいるシーンがある。
- アニメ映画3部作『GODZILLA』の前日譚を描く小説『GODZILLA 怪獣黙示録』では、作中世界の2039年9月にノルマンディー海岸に出現した新種として登場。「オペレーション・エターナルライト」においてノルマンディーに上陸したGフォース（地球連合欧州派遣軍）を奇襲し、当初の花獣形態からメーサー砲の直撃を受けて炎上した後は植獣形態に進化する。巡洋艦・赤穂やマーカライトファープなどを破壊してGフォースを苦しめたが、根元の空洞に位置する心臓部を地底戦闘車「モゲラ」で破壊され、死亡する。植物状の体組織や驚異的な再生能力から、ゴジラの近似種に当たるのではと推測されている[141][注釈 32]。
- フィールズのパチンコ『P ゴジラ対エヴァンゲリオン セカンドインパクト G』では、X星人（容姿は『怪獣大戦争』に準拠）によって地球襲撃のために蘇らされたとの設定のもと、ゴジラに倒されたビオランテの細胞が式波・アスカ・ラングレー（アニメ映画『ヱヴァンゲリヲン新劇場版』シリーズの登場人物）に憑依し、彼女の意識を侵食しながら左眼にバラの花を咲かせ、肉体をコアに取り込んで巨大化した怪獣「ビオランテ・アスカ」が登場する[142][143]。

## 関連作品
- 『帰ってきたウルトラマン』（1971年） - 本作品の原型といえるエピソードである（原案者が同じ）第34話「許されざるいのち」には、やはり動物と植物との融合怪獣であるレオゴンが登場する。レオゴンのデザインを手がけた米谷佳晃がビオランテの検討用デザインを手がけ、出現場所も同じ芦ノ湖であるなどの共通点がある[144]。
- 『ゴジラ2000 ミレニアム』（1999年） - ビオランテのデザインに参加した西川伸司は、ビオランテが街中で暴れなかったことを不満に感じた点に挙げており、自身が絵コンテを担当した同作品では、巨大UFOがケーブルを操ってゴジラと戦うシーンにビオランテの触手攻撃のイメージを取り入れている[145]。

## 備考
2023年に展開されたゴジラシリーズとテレビアニメ『呪術廻戦』の初コラボレーショングッズでは、ビオランテを構成する要素であるバラを名前に含む釘崎野薔薇が相手となっている。